# 近鉄6441系電車
近鉄6441系電車（きんてつ6441けいでんしゃ）は、近畿日本鉄道の電車の一系列。
1958年（昭和33年）に登場した名古屋線の通勤車である。

## 概要
1957年（昭和32年）開発の大阪線1460系と同様、20m両開き片側3扉の近代化された軽量車体を採用したが、1460系は完全な新製カルダン駆動車であったのに対し、6441系はイニシャルコスト削減のため、旧車機器流用の吊り掛け駆動車として近畿車輛で製造された。
台車はイコライザー台車である日本車輌製造D16と、同じくイコライザー台車の川崎車輛ボールドウィン形、電装品は制御器が東洋電機製造ES-517-A電動カム軸制御器、主電動機は東洋電機製造TDK-528-C、そして集電装置も東洋電機製造TDK-C2、と伊勢電気鉄道（伊勢電）が1930年から製造したモニ6231形を電装解除して制御車とした際に発生した機器や、ク6501形・ク6511形より捻出された台車が流用されている。
名古屋寄りからク6540（Tc、制御車）+モ6440（Mc、制御電動車）の2両編成を組んだ。基本的に他系列とは併結せず同系列車による2両編成または4両編成で運用された。
側窓位置は類似形態の1460系やモ1421形よりも若干高かった。ヘッドライトは1460系と同様1灯式を採用し、登場時はモ1450形で初めて採用された初期の高性能車と同様にベージュに青帯の塗装だった。連結器は自動連結器で取付け部分の車体前面裾がモ1421と同様に少し下がっていた。歯車比は3.44、ブレーキはA動作弁によるA自動空気ブレーキのままであった。最高速度は100km/h。また新造時は跳ね上げ式の吊手が装備されていた。
形式番号が特急車であった6421系、6431系からの連番になっているが、本系列は登場時より通勤車である。名古屋線用の完全新製通勤車である1600系より登場が1年早かったため、本系列は、軽量車体導入が優等列車用車両から先行していた名古屋線では初の軽量車体通勤車となった。
この後も名古屋線には1000系や旧1200系、2680系、2000系といった旧車機器流用車が、他の路線よりも重点的に投入されており、6441系はその嚆矢である。

## 運用
当初5編成が製造されたが、1959年の名古屋線改軌時に台車を円筒案内式の近畿車輛KD-31C（モ6441形）・日本車輌製造ND-10（ク6541形）へ交換。主制御器も東洋電機製造ES-517-Aから、同様の電動カム軸式ながら新製の日立製作所MMC-H10Jに交換したなお、制御方式は吊り掛け駆動方式のままとされた。
1600系新造や伊勢湾台風被害の復旧と改軌の余波もあり、1959年は製造がなかったが、その翌1960年には新造当初から標準軌台車を装備する車両として5編成が増備された。この時も、台車・主電動機・主制御器などはモニ6231形を電装解除した際に発生した機器を流用している。
1968年にはヘッドライトがシールドビーム2灯式に改造された。
また1974年には主電動機は東洋電機製造TDK-528-Cからモ6301形に搭載されていた東洋電機製造TDK-528-17IMへ交換、同系機種ながら1時間定格出力が104kWから112kWに向上している。
3扉吊り掛け駆動車ながら後続の新形式同様の20m級大型車で収容力があり、長らく名古屋線で運用されたが、1979年から1983年にかけて再度狭軌化のうえ、路線体質改善目的で養老線（現・養老鉄道養老線）に転属し、戦前製の雑多な小型車両を淘汰した。この際、主電動機を低トルク高回転形のTDK-528-17IMからモ6331形の電装解除および廃車に伴う発生品で強トルク低回転形の三菱電機MB-148AFへ再換装。出力は112kWのままで変わりなかったが、定格速度が引き下げられ牽引力が増大した。また、これに伴いモ6446 - モ6450を電装解除して増結用Tcとし、ク6546 - ク6550に運転台の向きを合わせるべく方向転換された。この狭軌化の際に、台車はモ6441 - モ6445がKD-32M形・ク6541 - ク6544がKD-31N形、ク6545 - ク6550・ク6450はKD-32N形・ク6448・ク6449がKD-31S形・ク6446・ク6447がKD-51N形にそれぞれ変更されている。
その後、支線区車両番号の3桁化を受けて1984年4月に440系に改番。同時にTc化されたク6446 - ク6450はク550形556 - 560に改番されている。後に542・544・545・550は、台車を廃車となった南大阪線6800系の近畿車輛KD-39に交換した。
近鉄では1980年代中盤以降、通勤車のマルーンレッドとシルキーホワイトのツートンカラー化が行われたが、440系は廃車までマルーンレッド一色であり、冷房化改造も行われなかった。車体の老朽化も進んでることもあって、養老線車両の高性能化と冷房化を目的に転入してきた600系によって代替され、1992年8月から廃車が始まり、1994年12月のク559の廃車で全廃となった。

養老線時代の441系
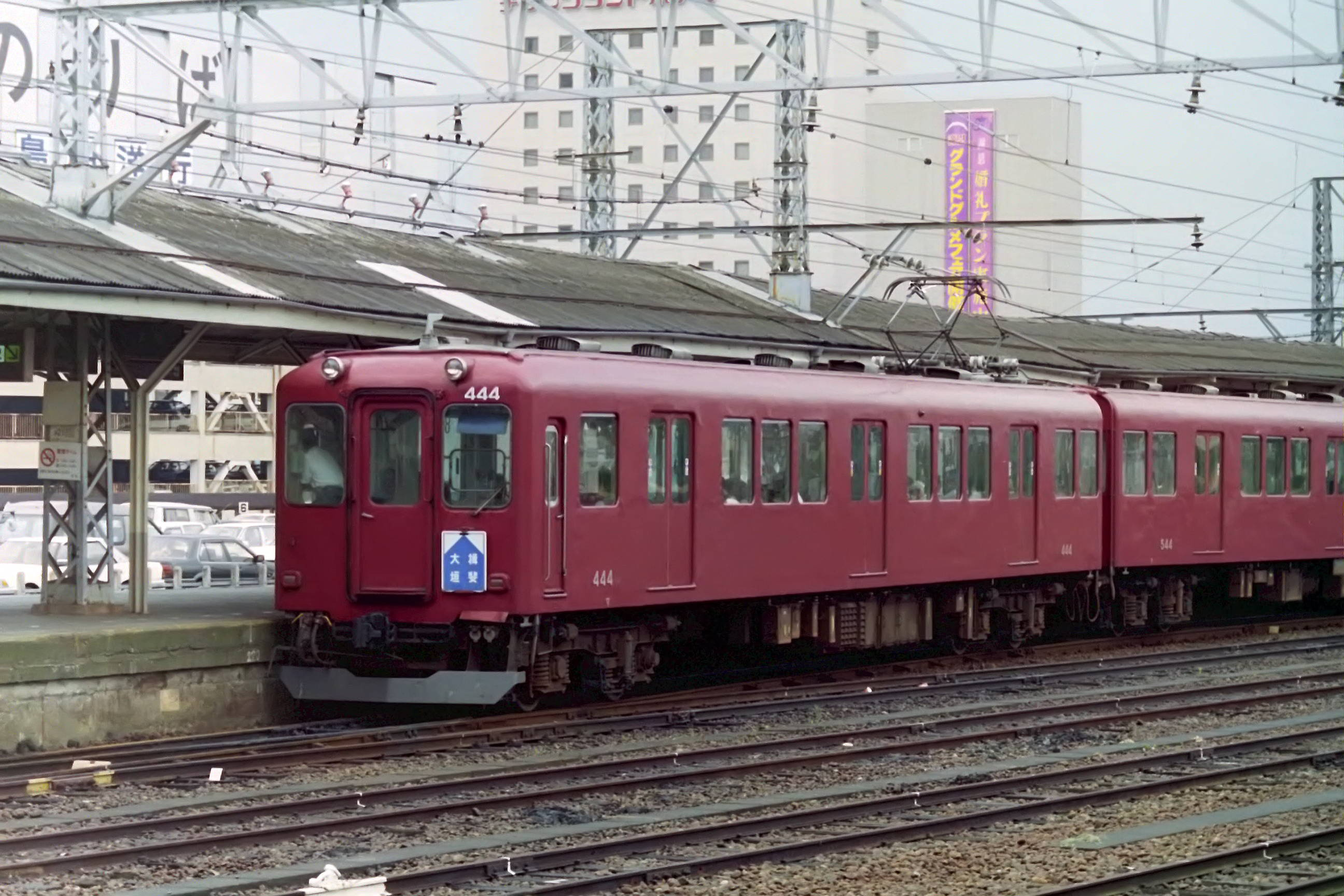
モ444(旧モ6444)
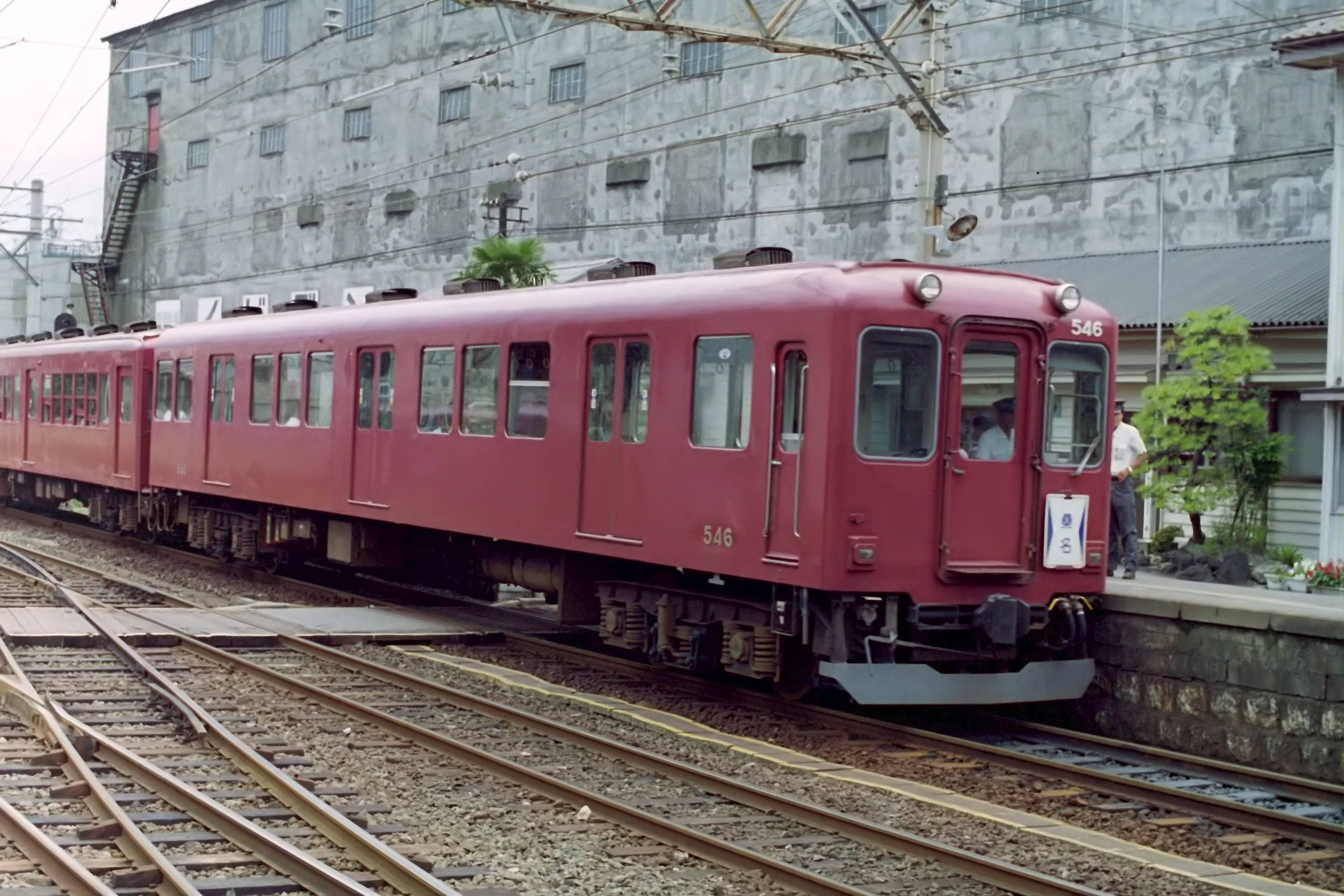
ク546(旧ク6546)
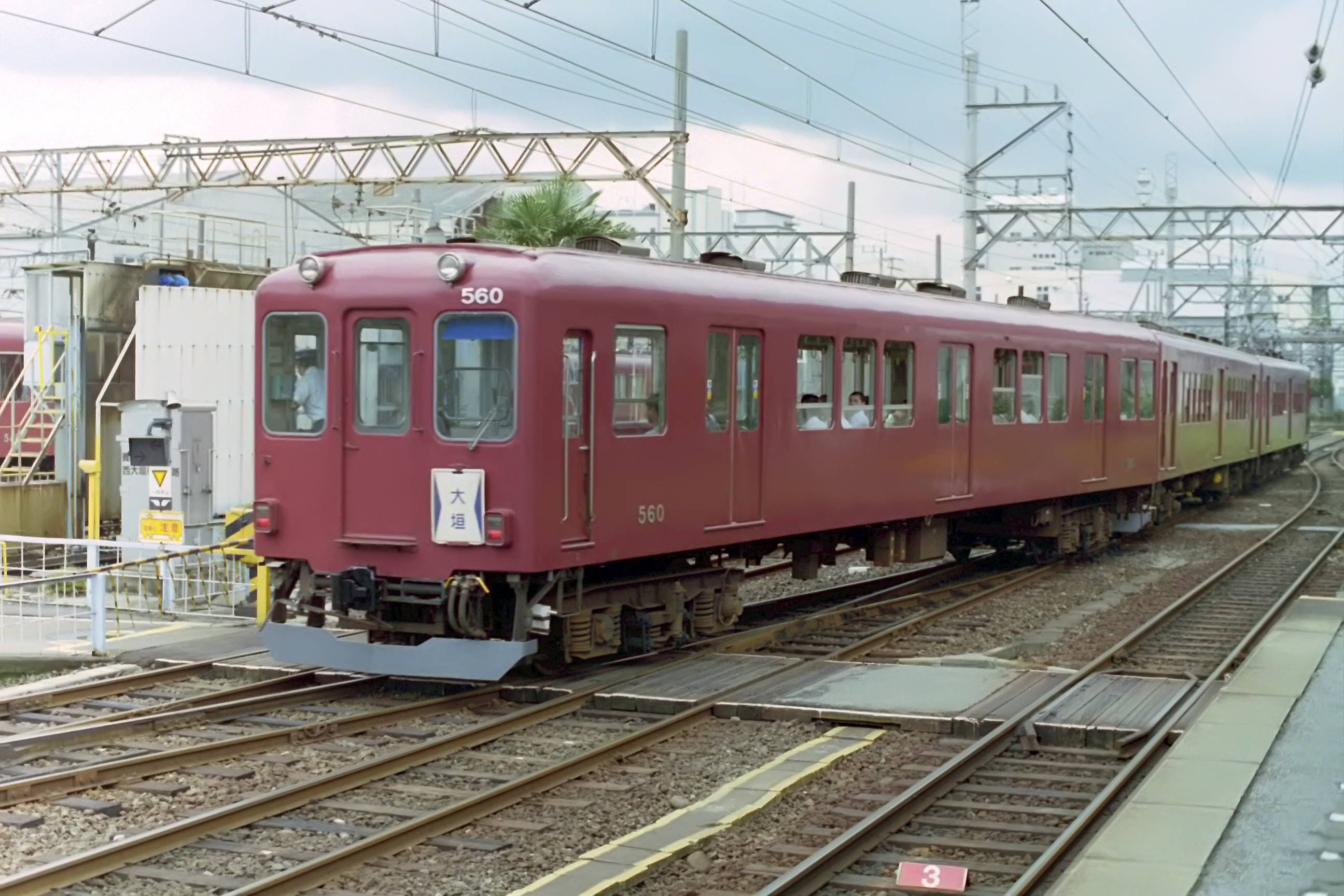
ク560(旧モ6450電装解除)
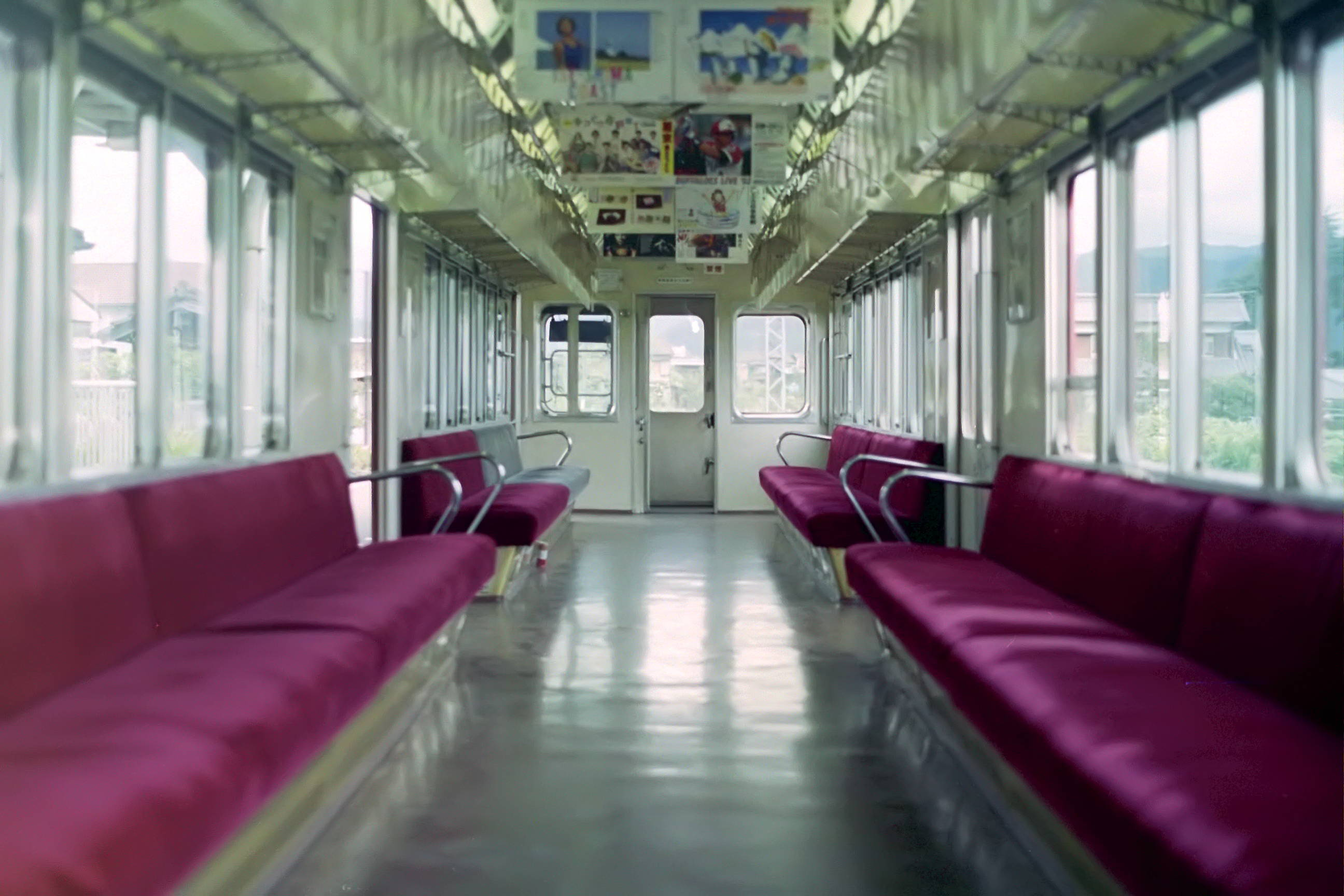
ク548 車内